# 武成王 (箕子朝鲜)
平（？—前722年），是古朝鲜之箕子朝鲜的君主，子姓。东史年表认为在位於前748年至前722年，諡號武成王（韓語：무성왕），後王位由兒子闕繼承。